# Eva Brunne
Eva Cecilia Brunne (ur. 7 marca 1954 w Malmö) – szwedzka duchowna luterańska, w latach 2009–2019 biskupka sztokholmskiej diecezji Kościoła Szwecji.

## Życiorys
Urodziła się 7 marca 1954 w Malmö. Studiowała teologię na Uniwersytecie w Lund.
Została ordynowana na duchowną w 1978. Na początku swojej działalności służyła w parafiach Sundbyberg i Flemingsberg.
W maju 2009 została wybrana biskupką Sztokholmu, zdobywając 413 głosów i pokonując pastora Hansa Ulfvebranda. Sakrę otrzymała razem z Tuulikki Koivunen Bylund, nową biskupką diecezji Härnösand, 8 listopada 2009 roku w katedrze w Uppsali. W ten sposób Eva Brunne została pierwszą na świecie biskupką otwarcie deklarującą orientację homoseksualną.
Konsekracja została zbojkotowana przez przedstawicieli zagranicznych Kościołów luterańskich (Estonii, Islandii i Litwy), Kościoła anglikańskiego oraz innych Kościołów szwedzkich, którzy odrzucili zwyczajowe zaproszenie na uroczystość. Według Andersa Wejryda ta absencja była równie tradycyjna. Część z przedstawicieli tych wspólnot religijnych wyjaśniała, iż nieobecność ich przedstawicieli nie była wyrazem dezaprobaty, natomiast katolicki biskup sztokholmski, Anders Arborelius, stwierdził, iż co prawda sam nie mógłby uczestniczyć w obrzędzie, ponieważ Kościół katolicki nie uznaje święceń Kościoła Szwecji, ale zazwyczaj przedstawiciele katolickiego duchowieństwa są obecni na tego rodzaju uroczystościach, o czym może świadczyć konsekracja poprzedniej biskup sztokholmskiej, Caroline Krook. Tym razem jednak absencja katolickiej delegacji jest wyrazem dezaprobaty dla życia w związku homoseksualnym.
Eva Brunne mieszka w Sztokholmie ze swoją partnerką, pastorką Gunillą Lindén, z którą wychowuje syna.